# Fondaparinux
Fondaparinux, vendido sob o nome comercial Arixtra, é um medicamento anticoagulante, quimicamente relacionado às heparinas de baixo peso molecular.
Está disponível em formulações para administração subcutânea. Uma vantagem potencial do fondaparinux sobre a HBPM ou heparina não fracionada é que o risco de trombocitopenia induzida por heparina é substancialmente menor.
Categorias farmacológicas na gravidez "B" segundo o FDA.

## Propriedades
É produzido sinteticamente e age ativando a antitrombina 3, desta forma inibindo o fator de coagulação X ativado.

## Indicações
- Profilaxia do tromboembolismo venoso em doentes submetidos a cirurgia ortopédica major do membro inferior (por fractura ou prótese da anca ou do joelho);
- Cirurgia abdominal;
- Doentes imobilizados por doença aguda;
- Doentes idosos polimedicados e necessitando de analgesia pós-cirúrgica;
- Embolismo pulmonar;
- Tratamento de angina instável ou enfarte do miocárdio com não-elevação do segmento ST;
- Enfarte do miocárdio com elevação do segmento ST.[4]

## Contraindicações
É contraindicado nos casos de hipersensibilidade ao princípio ativo, insuficiência renal, endocardite bacteriana, gravidez e aleitamento ou hemorragia ativa.